# Сотников (повесть)
«Со́тников» («Ликвида́ция») — повесть Василя Быкова, написанная в 1969 году. Замысел и сюжет произведения подсказаны автору встречей с бывшим однополчанином, который считался погибшим. Повесть впервые опубликована в журнале «Новый мир» (1970, № 5). В 1976 году режиссёр Лариса Шепитько сняла по её мотивам фильм «Восхождение». В 2013 году книга Василя Быкова включена в список «100 книг», рекомендованный Министерством образования и науки России школьникам для самостоятельного чтения.
В 2014 году, к 90-летию писателя, повесть впервые была издана в Минске без цензуры под первоначальным авторским названием «Ликвидация». 

## История создания

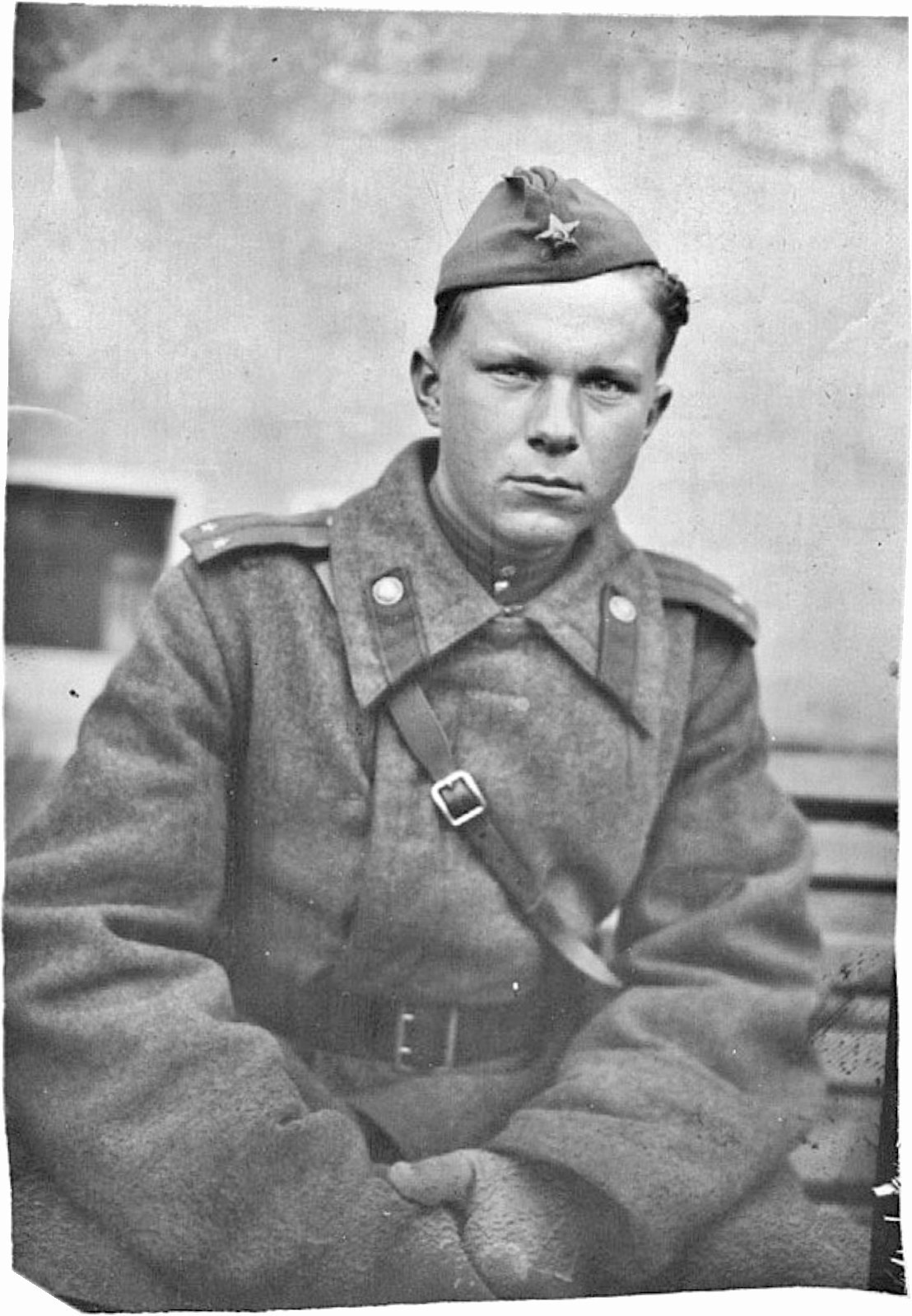
Василь Быков в 1944 году

В августе 1944 года, проезжая мимо румынского села, лейтенант Василь Быков увидел в группе пленных немцев человека, с которым когда-то служил в одном полку. В ходе разговора с пленным удалось узнать, что после ранения он попал в концлагерь, там — временно, как ему казалось, — согласился сотрудничать с власовцами и все эти годы прожил в ожидании удобного случая, надеясь сбежать. Случай так и не представился, и бывший однополчанин изо дня в день «увязал в отступничестве». Эта встреча заставила будущего писателя задуматься, на что же способен человек «перед сокрушающей силой бесчеловечных обстоятельств».
В письме к Алесю Адамовичу Быков рассказывал, что, «кожей и нервами» почувствовав историю, в которой люди напрочь лишены возможности влиять на ситуацию, он выбрал «сходную модель на материале партизанской войны (вернее, жизни в оккупации)».
Я взял Сотникова и Рыбака и показал, как оба обречены, хотя оба — полярно противоположные люди, — такова сила обстоятельств. Не скрою, здесь замысел — от экзистенциализма, каким я его представляю.

## Публикация
Изначально предполагалось, что повесть «Ликвидация», работа над которой завершилась в июле 1969 года, будет напечатана в белорусском журнале «Полымя». Но за те полгода, что произведение готовилось к публикации, Василь Быков перевёл его на русский язык и отправил в «Новый мир». В феврале 1970 года раздался звонок от главного редактора издания Александра Твардовского, который сообщил, что вынужден не по своей воле покинуть журнал.
Вопрос Твардовского о том, хочет ли Быков после этой информации видеть свою повесть на страницах «Нового мира», застал белорусского писателя врасплох. Разговор, по некоторым данным, шёл на повышенных тонах; не почувствовав поддержки от автора, который был открыт для всесоюзного читателя благодаря «Новому миру» («Третья ракета», 1962; «Мёртвым не больно», 1966), Твардовский повесил телефонную трубку.
По мнению литературоведа Сергея Шапрана, ситуация нравственного выбора оказалась для Василя Быкова сродни той, в которую он ставил героев своих книг. «Сотникова» опубликовал в 5-м номере «Нового мира» пришедший на смену Твардовскому Валерий Косолапов. Впоследствии, как утверждал критик Игорь Золотусский, Быков неоднократно вспоминал об их последнем разговоре с Твардовским и «клял себя за мгновенье слабости».
Прав был и Быков, сознающий, что он написал, может быть, лучшую свою вещь и желающий её напечатать. Уходить из-под знакомой миллиону читателей голубой обложки значило зарыть своё детище в землю и позабыть, где оно зарыто.

## Сюжет
Затерянный в белорусских лесах партизанский отряд нуждается в провизии, тёплых вещах, медикаментах для раненых. Командир отправляет за провизией Рыбака; ему нужен напарник. Двое по уважительным причинам отказываются, и когда командир называет интеллигентного Сотникова, тот молча поднимается. В пути выясняется, что Сотников простужен, его одолевает сильнейший кашель. На вопрос Рыбака, почему он не сказал о своём самочувствии командиру, Сотников отвечает: «Потому и не отказался, что другие отказались». Сотников — сын офицера и сам офицер, командир отряда гаубиц, во время отступления вступил в неравный бой с настигшими колонну гитлеровскими танками, после бежал из лагеря пленных и примкнул к партизанам. Рыбак, местный уроженец, после разгрома своей части вернулся домой, а потом вступил в партизанский отряд.
Долгие ночные блуждания выводят партизан в деревню Лясины, в дом старосты Петра, где Сотникову удаётся немного отогреться возле печи. Рыбак забирает у старосты тушу овцы. По дороге в лагерь партизаны натыкаются на полицейский патруль, партизаны тяжело ранят полицая, а Сотников получает пулю в ногу. Сотников и Рыбак укрываются в доме вдовы Дёмчихи. Туда заходят полицаи, чтобы добыть немного провизии. Сотников внезапно заходится кашлем и тем самым выдаёт себя и напарника. Оказавшись в темнице полицейского участка Рыбак и Сотников ведут себя по-разному. Сотников наотрез отказывается сотрудничать со следователем Портновым и тот отправляет его в пыточную. Рыбак пытается запутать следователя Портнова, но всё же выдаёт местоположение одной из партизанских групп. Для себя он решает, что ни за что не примет «в покорности смерть». Сотников говорит Рыбаку, что у него не получится обмануть гитлеровскую машину, ему придётся перейти к ней на службу полностью или она его сломает. Сотников внутренне примирился со смертью, и это отсутствие страха даёт ему «почти абсолютную независимость от силы своих врагов». Дёмчиху, старосту Петра и укрывавшуюся у него еврейскую девочку Басю тоже кидают в темницу.
Утром заключённых ведут на казнь («ликвидацию»). Сотников заявляет командирам полицаев, что именно он ранил полицейского, и просит отпустить Рыбака и остальных задержанных, но никто не обращает внимания на его слова. Струсивший Рыбак сообщает Портнову и начальнику полиции, что согласен вступить в полицию. По пути к месту казни Рыбак поддерживает выбившегося из сил Сотникова. При этом сам Рыбак вынужден сам стать палачом, по приказу приведя в исполнение смертный приговор Сотникову. Рыбак думает, что не станет изменником и скоро сбежит к партизанам, но потом понимает, что немцы скрутили его «ликвидацией» сильнее, чем ремнём. Рыбак размышляет о самоубийстве, но потом смиряется со своим предательством.

## Анализ

### Персонажи
Рыбак — бывший армейский старшина, который выглядит более приспособленным к борьбе, чем его напарник. В его воспоминаниях о прошлом нет ничего, что предвещало бы возможность предательства перед лицом смерти. Сущность персонажа выявляется постепенно, исподволь, в «процессе самопроявлений». Так, Рыбаку непонятна логика Сотникова, который, несмотря на простуду, всё-таки пошёл на задание; Рыбак после перестрелки с полицаями возвращается к раненому напарнику не по закону взаимовыручки, а из-за мыслей об ответе перед партизанами; он тайно питает надежду, что, находясь в полицейских застенках, Сотников умрёт и тогда «его, Рыбака, шансы, значительно улучшатся».
Что это, если не цепь тайных предательств, которые Рыбак совершает задолго до того, как идёт на предательство явное?
Для писателя то неожиданное чувство, с которым Сотников уходил из жизни, стало открытием новой, высшей ступени человечности. Задумавшись над природой этого чувства, Быков закономерно пришёл к мысли, что даже готовность к самопожертвованию не даёт права не считаться с чужой жизнью, что человеческая жизнь представляет собой абсолютную ценность.
Сотников до 1939 года работал учителем в школе; в армии был командиром батареи. Критики, оценивая интеллигентность героя, усматривают в повести заочную полемику с романом Фадеева «Разгром». Финал повести показателен: измученный Сотников, с трудом взбираясь на стоящую под виселицей подставку, испытывает последнее чувство вины перед теми, кого он подвёл под петлю: старостой Петром и Дёмчихой. Он и Рыбака пожалел за то, что «неплохой парень покатился в пропасть, не сумел умереть, сохранив достоинство и честь».
Василь Быков, отвечая на вопрос о том, почему, увидев приближающихся к дому Дёмчихи полицейских, Сотников не повёл себя столь же решительно, как прежде, ответил, что его герой был сломлен первым боем; лишь в полиции он «находит в себе силы, чтобы умереть достойно».
«Процесс самопроявлений» касается не только Сотникова и Рыбака — он затрагивает и Дёмчиху, вынужденную «переступать через естественное для неё материнское чувство самосохранения», и старосту Петра, которого казнят не только из-за выданной партизанам овечьей тушки, но и из-за не выданной полицаям еврейской девочки Баси.

### Основная тема
Исследуя проблему «Человек и обстоятельства», автор приводит героев сначала в дом Дёмчихи, а затем к «той ситуации выбора, который они должны совершить». Поиск ответов на вопросы о том, как в человеке происходит борьба добра и зла, поднимает повесть «Сотников» «до философского осмысления войны».
По словам Алеся Адамовича, именно в «Сотникове» происходит «качественный сдвиг» в творчестве Василя Быкова, возникает «новая нота, иная, более зрелая нравственная фокусировка».
Дмитрий Быков убеждён, что нравственные поиски в повести не только выводят читателей на самурайский закон — «во всех моральных коллизиях выбирать смерть», — но и напоминают: «ни на что нельзя надеяться; расплачиваться приходится за всё».
Журналист Владимир Познер, включивший «Сотникова» в список произведений, которые меняли лично его на протяжении жизни, рассказал про спор в доме Фила Донахью. Суть дискуссии сводилась к вопросу, есть ли гарантия, что человек под грузом обстоятельств не выдаст друга. Ответ был найден, когда Познер вспомнил про Сотникова. Быков написал свою повесть для меня, констатировал журналист.
Точно так же сюжет про Сотникова проецировала на собственную жизнь режиссёр Лариса Шепитько. Разница между фильмом «Восхождение» и книгой Василя Быкова заключается в том, что писатель «не отваживается вершить моральный суд», тогда как в киноверсии Шепитько расставлены все точки над i:
Это история про человека, который мог быть рождён на 30 лет раньше, который попал в известную всем нам трагическую ситуацию, прошёл через все испытания, сам погибал, сам предавал, сам выживал, сам вычислял для себя формулу бессмертия и сам приходил к тем открытиям, к которым пришёл Сотников.